# Records de monocycle en contre-la-montre
Les records de monocycle en contre-la-montre sont des performances qui ne sont pas établies lors des compétitions de monocycle. Ils nécessitent une organisation à part entière. Les monocycles utilisés pour ces records font généralement partie de la catégorie « illimité ». Aucune limite n'est imposée concernant : la taille de la roue, la longueur des manivelles, la forme du cadre. La seule règle est d'avoir une seule roue et de n'avoir aucune assistance motorisée (les gyropodes ne sont pas considérés comme des monocycles).
Ces records sont en partie liés à des innovations technologiques : roues de 36" (la première marque est Coker), moyeu à vitesse (le plus connu étant le Schlumpf), l'utilisation d'un guidon et de pédales automatiques...

## Homologation des records
Plusieurs organisations peuvent reconnaître les records du monde de monocycle. Cet article se limite aux records reconnus par le Livre des records Guinness et par la Fédération internationale de monocycle (IUF). 

### Le Livre des records Guinness
Le Livre des records Guinness n'a reconnu que des records masculins[source secondaire souhaitée] : le record de l'heure, le record des 100 miles et le record des 24 heures. De nouveaux records peuvent être ajoutés sur demande[source insuffisante] . Les critères peuvent différer de ceux de l'IUF[source secondaire souhaitée].

### La Fédération internationale de monocycle
La Fédération internationale de monocycle (IUF) reconnait 4 types de records en contre-la-montre : le record de l'heure, le record des 100 km, le record des 100 miles et le record des 24h. Depuis 2011, ces records sont homologués par l'IUF. Avant, les records étaient le plus souvent homologués dans le Livre Guinness des records.

## Record de l'heure
Le record de l'heure est une épreuve qui consiste à parcourir la plus grande distance possible en une heure. Contrairement au record de l'heure cycliste, il n'est pas imposé de le réaliser dans un vélodrome.
Depuis les années 2000, il s'agit du record chronométré le plus disputé. Celui où la vitesse moyenne est la plus rapide et celui qui a été le plus marqué par les innovations technologiques du XXIe siècle.

### Les premiers records
Le premier record de l'heure de monocycle remonterait aux origines du monocycle : en 1888, Bert Myers, à Peoria (Illinois), aurait parcouru 13 miles et 5098 pieds (22,475 km) sur la roue avant de son Grand bi Light Champion (une roue de 48 à 60").
Pendant le XXe siècle, il y a eu très peu de record de l'heure homologué. Au début des années 2000, le record du Livre Guinness des records avait été réalisé sur un monocycle de 24" et ne dépassait pas 9 miles (un peu moins de 15 km), alors que le record de 100 miles avait été battu à plusieurs reprises dans les années 80 à des vitesses moyennes bien supérieures.
Quelques années plus tard, Stephan Gauler pensait avoir amélioré la marque avec un monocycle de 26" (une première série de monocycle 26" pneumatique a été réalisée pour la première dans les années 1990), faute d'un manque de documentation, le record n'a pas pu être homologué.

### Les monocycles de 36" à pneumatique
En 1998, la marque Coker, du nom de son fondateur David Coker, a produit un pneu à chambre à air de 36" et le premier monocycle produit en série équipé de ce pneu de 36"[source insuffisante].
Cependant, il faut noter que dans les années 80, quelques monocyclistes avaient fabriqué des monocycles à partir d'une roue de rickshaw à air (42-43"). Ces roues de rickshaw étaient particulièrement lourdes et leur usage était resté confidentiel.
Il aura quand même fallu attendre plusieurs années pour que le record de l'heure soit battu avec un monocycle 36". À partir de 2005, les records se sont enchainés et ont tous été établis avec des monocycles équipés d'une roue de 36".
Le 5 février 2005, Ken Looi a établi un nouveau record des 24h avec une première heure réalisée à plus de 25 km/h. Trois semaines plus tard, Pete Perron réalisait sa tentative de record de l'heure avec un monocycle à vitesse customisé (Purple Phaze) sans savoir que Guinness allait homologuer a posteriori la distance parcouru par Ken Looi lors de la première heure de son record de 24h.

### La domination du moyeu Schlumpf
Le premier moyeu de monocycle à vitesse destiné à une production en série a été prototypé en 2004 . Les premiers monocyclistes ont pu le tester en 2005. Ce moyeu est équipé de 2 vitesses : une vitesse normale (1 tour de roue pour 1 tour de pédale) et une vitesse démultipliée avec un ratio de 17/11 (soit environ 1,55 tour de roue par tour de pédale). Le passage de vitesse se fait généralement en donnant un coup de talon dans un bouton dépassant au niveau de l'axe de la roue, il y a un bouton de chaque côté.
Le 10 octobre 2008, Jan Logemann fut le premier à améliorer le record avec un monocycle 36" équipé du fameux moyeu Schlumpf. Depuis cette date, tous les records ont été battus avec un monocycle 36" avec un moyeu Schlumpf.
Le 18 septembre 2009, Ken Looi a amélioré le record de plus de 2,4 km et lui aura manqué seulement 7 mètres pour porter le record au-delà des 30 km. Il s'agit du dernier record de l'heure réalisé sur une piste d'athlétisme et homologué par Guinness.
Le 8 août 2014 (près de 5 ans plus tard), pendant l'UNICON 17 à Montréal, Christoph Hartmann a parcouru 32,230 km, battant l'ancien record de plus 2,2 km sur le Circuit Gilles-Villeneuve (circuit sur lequel le marathon de l'UNICON était organisé et où il avait fini 2e derrière Scott Wilton). Il devient le premier a porter le record de l'heure au-delà de 30 km.
Le 1er mai 2020, sur l'anneau de vitesse de Rodgau-Dudenhofen, Jana Tenambergen devient la première femme à détenir le record de l'heure tout sexe confondu.

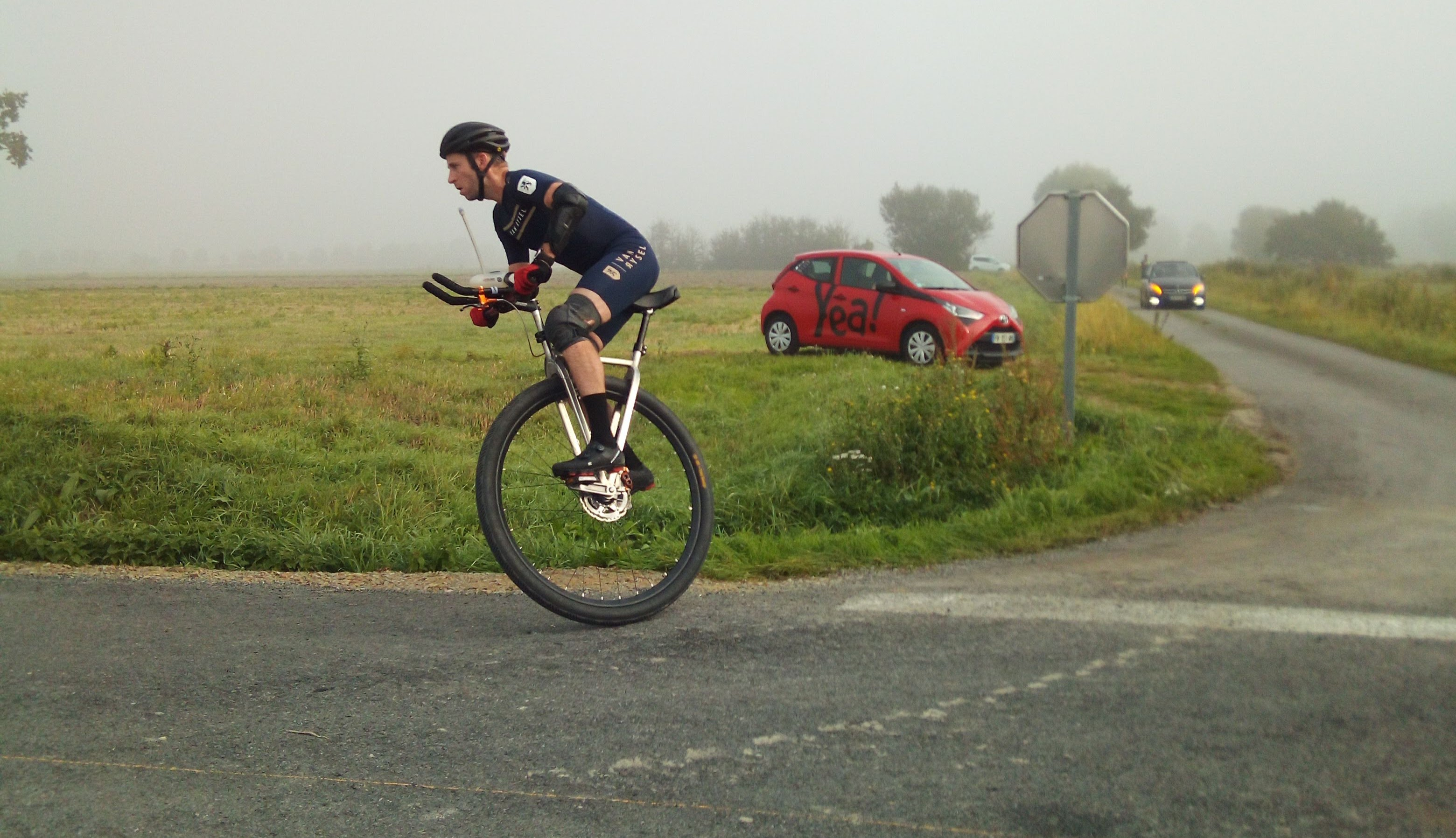
Simon JAN pendant son record de l'heure le 10 octobre 2021

Il a fallu attendre 7 ans pour que le record masculin soit amélioré. Le 10 octobre 2021, Simon Jan porte le record de l'heure à 33,365 km, battant de moins de 200 m le record établi par Jana Tenambergen un an plus tôt.
Les records les plus récents ont tous été réalisés sur les monocycles avec une roue de 36" et un moyeu Schlumpf. L'évolution du record peut s'expliquer par une optimisation des périphériques (pneus et jantes plus légers, utilisation de pédales automatiques) de la position (plus confortable et aérodynamique) et de l'allongement du parcours pour limiter les virages trop serrés.

### Évolution du record

#### Masculin
| Date              | Coureur            | Nationalité      | Distance (km) | Roue | Vitesse               | Manivelles | Lieu                   | Circuit                             | Homologation |
| ----------------- | ------------------ | ---------------- | ------------- | ---- | --------------------- | ---------- | ---------------------- | ----------------------------------- | ------------ |
| 1997              | ???                | ???              | ~ 9 miles     | 24″  | non                   |            |                        |                                     | Guinness     |
| 2000              | Stefan Gauler      | Suisse           | 21,29 km      | 26″  | non                   | 125 mm     |                        |                                     | aucune       |
| 26 février 2005   | Pete Perron        | États-Unis       | 22,978 km     | 36"  | Purple Phaze (1:1,89) |            |                        | 385 m                               | aucune       |
| 5 février 2005    | Ken Looi           | Nouvelle-Zélande | 25,6 km       | 36"  | non                   |            | Wellington             | 465 m                               | Guinness     |
| 9 juillet 2006    | Dustin Schaap      | Pays-Bas         | 25,9 km       | 36"  | non                   |            | Alkmaar                |                                     |              |
| 26 juillet 2006   | Patrick Schmid     | Suisse           | 27,180 km     | 36"  | non                   | 114 mm     | Langenthal Suisse      | 400 m                               |              |
| 10 octobre 2008   | Jan Logemann       | Allemagne        | 27,564 km     | 36"  | Schlumpf              |            | Bergneustadt Allemagne | piste de 400 m ?                    |              |
| 18 septembre 2009 | Ken Looi           | Nouvelle-Zélande | 29,993 km,    | 36"  | Schlumpf              | 145 mm     | Dubbo Australie        | 406,55 m (74 tours)                 | Guinness     |
| 8 septembre 2014  | Christoph Hartmann | Allemagne        | 32,230 km     | 36"  | Schlumpf              |            | Montréal               | Circuit Gilles-Villeneuve (4 361 m) | IUF          |
| 10 octobre 2021   | Simon Jan          | France           | 33,365 km,    | 36″  | Schlumpf              | 145 mm     | Dol-de-Bretagne        | 8 152,20 m (5 tours)                | IUF          |

#### Féminin
| Date            | Coureur          | Nationalité | Distance  | Roue | Vitesse  | Manivelles | Lieu                   | Circuit                  | Homologation |
| --------------- | ---------------- | ----------- | --------- | ---- | -------- | ---------- | ---------------------- | ------------------------ | ------------ |
| 10 octobre 2008 | Nadine Wegner    | Allemagne   | 23,659 km | 28"  | (1:2,5)  |            | Bergneustadt Allemagne |                          |              |
| 29 juillet 2016 | Mirjam Lips      | Suisse      | 27,027 km | 29"  | Schlumpf |            | San Sebastian          | Piste d'athlétisme 400 m |              |
| 1er mai 2020    | Jana Tenambergen | Allemagne   | 33,186 km | 36″  | Schlumpf |            | Rodgau-Dudenhofen      | Anneau de vitesse Opel   | IUF          |

## Record des 24h
Le record des 24h est une épreuve qui consiste à parcourir la plus grande distance possible en 24h. Cette épreuve est généralement réalisée sur une piste d'athlétisme (environ 400 m).

### Évolution du record

#### Masculin
Les records de 24h masculin ont tous été établis avec des monocycles équipés de moyeu sans vitesse.
| Date                 | Coureur       | Nationalité      | Distance   | Roue | Vitesse | Manivelles        | Lieu                 | Circuit  | Homologation    |
| -------------------- | ------------- | ---------------- | ---------- | ---- | ------- | ----------------- | -------------------- | -------- | --------------- |
| 26-27 septembre 1991 | Stefan Gauler | Suisse           | 279,274 km | 26″  | non     | 130 mm            | Kreuzlingen (Suisse) |          |                 |
| 2002                 | Lars Clausen  | États-Unis       | 326,2 km   | 36"  | non     |                   |                      |          | Guinness        |
| 5 février 2005       | Ken Looi      | Nouvelle-Zélande | 378,70 km  | 36"  | non     | 102 mm (+ 110 mm) | Wellington           | 465,22 m | Guinness et IUF |
| 29-30 septembre 2007 | Sam Wakeling  | Royaume-Uni      | 453,8 km,  | 36″  | non     | 90 mm & 102 mm    | Aberystwyth Wales    |          | Guinness et IUF |
| 18 janvier 2025      | Ken Looi      | Nouvelle-Zélande | 455,235km, | 36″  | non     | 100 mm            | Wellington           | 390,76 m | IUF             |

#### Féminin
| Date                 | Coureur         | Nationalité | Distance (km) | Roue | Vitesse  | Manivelles | Lieu              | Circuit | Homologation |
| -------------------- | --------------- | ----------- | ------------- | ---- | -------- | ---------- | ----------------- | ------- | ------------ |
| 2012                 | Ana Schrödinger | Allemagne   | 247,248 km    |      |          |            | Pocking Allemagne |         |              |
| 15-16 septembre 2016 | Mirjam Lips     | Suisse      | 312 km        | 29″  | Schlumpf | 125 mm     | Pocking Allemagne |         | IUF          |

## Record des100km
Le record des 100 km est une épreuve qui consiste à parcourir 100 km le plus rapidement possible.
Ce record n'est pas le plus disputé. Chez les hommes, le 9 juillet 2015, à l'occasion de sa tentative de record des 100 miles sur le Circuit de Croft (3423m) à Darlington, Sam Wakeling a établi la marque de référence en 3h37min45sec. Chez les femmes, le 19 septembre 2020, Mirjam Lips n'est pas passée loin de battre le record masculin sur l'aéroport militaire d'Emmen en Suisse, il ne lui aura fallu que 8 minutes de plus pour faire les 100 km. 

### Évolution du record

#### Masculin
| Date           | Coureur      | Nationalité | Temps            | Roue | Vitesse  | Manivelles | Lieu             | Circuit | Homologation |
| -------------- | ------------ | ----------- | ---------------- | ---- | -------- | ---------- | ---------------- | ------- | ------------ |
| 9 juillet 2015 | Sam Wakeling | Royaume-Uni | 3 h 37 min 45 s, | 36″  | Schlumpf | 145 mm     | Circuit de Croft | 3423 m  | IUF          |

#### Féminin
| Date              | Coureur     | Nationalité | Temps           | Roue | Vitesse  | Manivelles | Lieu  | Circuit | Homologation |
| ----------------- | ----------- | ----------- | --------------- | ---- | -------- | ---------- | ----- | ------- | ------------ |
| 19 septembre 2020 | Mirjam Lips | Suisse      | 3 h 45 min 53 s | 32″  | Schlumpf | 130 mm     | Emmen |         | IUF          |

## Record des100 miles
Le record des 100 miles est une épreuve qui consiste à parcourir 100 miles (160,934 km) le plus rapidement possible.

### Les années 1980
Le record des 100 miles était sans aucun doute le record chronométré le plus contesté dans les années 80, période durant laquelle il a été amélioré à plusieurs reprises. Ces records ont été réalisés sur des monocycles avec des roues de 40" ou plus. Jack Halpern et Takayuki Koike ont utilisé le même monocycle équipé d'une roue de rickshaw 42-43" à pneumatique. Alors que John Severin et Floyd Beattie avaient amélioré le record sur des monocycles à pneu plein.
Une première marque a été réalisée en 1980 par Jack Halpern en 11h26. A noter, qu'il faut le premier président de l'Association Japonaise de Monocycle, qui a été un tournant dans la pratique du monocycle au Japon.
La même année, Cathy Fox a amélioré le record (tout sexe confondu) à 10h37.
L'année suivante, John Severin a amélioré le record en 9h20min53.
En 1985, Floyd Beattie porta le record sous les 8h.
En 1987, Takayuki Koike est lui passé sous les 7h (6h44) et sans poser le pied à terre. Il s'agit de la meilleure performance réalisée avec un monocycle sans vitesse et c'est toujours l'actuel record sur le Livre Guinness des records.

### XXIesiècle
L'intérêt pour le record des 100 miles semble être retombé après 1987.
Entre 2005 et 2012, il y a eu au moins 4 tentatives ratées (Ken Looi, Zach Warren, Sam Wakeling et Phil).
Il aura fallu attendre 28 ans pour que Sam Wakeling améliore le record de 26 minutes. Ce record effectué sur un monocycle de 36" à pneumatique équipé de vitesse a été homologué par l'IUF.
Deux ans plus tard, Mirjam Lips a amélioré le record féminin (de plus de 2h30) avec un monocycle de 29" à vitesse.

### Évolution du record

#### Masculin
| Date            | Coureur        | Nationalité | Temps              | Roue | Vitesse  | Manivelles | Lieu                    | Circuit | Homologation |
| --------------- | -------------- | ----------- | ------------------ | ---- | -------- | ---------- | ----------------------- | ------- | ------------ |
| 1980            | Jack Halpern   | Japon       | 11 h 26            | 42"  | non      | ???        | ???                     |         | Guinness     |
| 10 janvier 1981 | John Severin   | États-Unis  | 9 h 20 min 53 s    | ???  | non      | ???        | ???                     |         | Guinness     |
| 25 août 1985    | Floyd Beattie  | États-Unis  | 7 h 53 min 55 s    | 40"  | non      |            | Hocking River bike path |         | Guinness     |
| 9 août 1987     | Takayuki Koike | Japon       | 6 h 44 min 21 s 84 | 42"  | non      |            | Japon                   |         | Guinness     |
| 9 juillet 2015  | Sam Wakeling   | Royaume-Uni | 6 h 18 min 39 s    | 36″  | Schlumpf | 145 mm     | Circuit de Croft        | 3423 m  | IUF          |

#### Féminin
| Date              | Coureur     | Nationalité | Temps           | Roue | Vitesse  | Manivelles | Lieu              | Circuit | Homologation |
| ----------------- | ----------- | ----------- | --------------- | ---- | -------- | ---------- | ----------------- | ------- | ------------ |
| 1980              | Cathy Fox   | États-Unis  | 10 h 37         | 40″  | non      |            |                   |         |              |
| 17 septembre 2017 | Mirjam Lips | Suisse      | 7 h 53 min 19 s | 29″  | Schlumpf | 125 mm     | Pocking Allemagne |         | IUF          |